# Tunel Belliard
Tunel Belliard (francouzsky Tunnel Belliard, nizozemsky Belliardtunnel) se nachází v centru města Bruselu. Spojuje ulice Rue Belliard, Rue de la Loi a dálnici A3. Prochází přes území města Bruselu a obcí Etterbeek a Schaerbeek. 
Se svojí délkou 2 100 m je druhým nejdelším tunelem v Belgii. Ve své současné podobě existuje tunel od roku 1994. 
Tunel vznikl spojením tří samostatných dřívějších tunelů. Má podobu písmene Y; východním směrem se rozvětvuje. První větev začíná na ulici Rue Belliard a podchází pod ulicí Rue Froissart a kruhovým objezdem Schuman u budovy Evropské komise. Tam se napojuje druhá větev, která dále pokračuje pod parkem Cinquantenaire a směřuje dále na východ k ulici Rue de la Loi a Avenue de Cortenbergh. První větev od budovy Berlaymontu pokračuje směrem na severovýchod k dálnici A3.